# ديفيد ميكلافشيتش
ديفيد ميكلافشيتش (بالسلوفينية: David Miklavčič)‏ مواليد 29 يناير 1983 في ليوبليانا، جمهورية يوغوسلافيا الاشتراكية الاتحادية، هو لاعب كرة يد سلوفيني يلعب كظهير أيمن. مثل منتخب سلوفينيا لكرة اليد. شارك في دورة الألعاب الأولمبية الصيفية سنة 2016.

## سجل المنافسة
شارك في البطولات التالية:
- بطولة أوروبا لكرة اليد للرجال 2016
- الألعاب الأولمبية الصيفية 2016

## روابط خارجية
- ديفيد ميكلافشيتش على موقع أوليمبيديا (الإنجليزية)